# Pedra rúnica de Sandavágur
La Pedra rúnica de Sandavágur, identificada com a fR 2 M en la base de dades Rundata, és una pedra rúnica descoberta el 1917 al municipi de Sandavágur, a les Illes Fèroe. La pedra, gravada probablement en el segle xii, es mostra a l'església de Sandavágur.

## Descripció

### Inscripció
La inscripció en la Pedra de Sandavágur parla de Þorkell, un home oriünd de Rogaland, Noruega, que diu ser el primer d'haver viscut en aquest indret. Devia ser un dels primers colons, si no el primer, de la regió de Sandavágur.
| En caràcters llatins:                                                                      |
| þorkæl : onondarsun : austmaþrafruhalande : bygþe : þena : staþ : fyst                     |
| En nòrdic antic:                                                                           |
| Þorkell Onondarsonr, austmaðr af Rogalandi, bygði þenna stað fyrst.                        |
| En català:                                                                                 |
| Þorkell Onondarsonr, home de l'est, procedent de Rogaland, va viure primer en aquest lloc. |

Un home de l'est significa un noruec des de la perspectiva dels feroesos i islandesos. D'aquesta manera la pedra prova que el primer individu que colonitzà aquest lloc era un noruec, Torkil, fill d'Onundur (que serien els seus noms segons els existents a les Illes Fèroe en l'actualitat).
Junt amb les pedres de Kirkjubøur i Fámjin, aquesta n'és una de les tres úniques pedres rúniques de les Illes Fèroe conegudes hui; i és, a més a més, el segon document escrit més antic que es conserva a les Illes Fèroe (després de la Pedra rúnica de Kikjubour).